# Дей, Сьюзан
Сьюзан Дей (англ. Susan Dey, род. 10 декабря 1952) — американская актриса, известная благодаря своим ролям на телевидении в ситкоме ABC «Семья Партриджей» (1970—1974) и правовой драме NBC «Закон Лос-Анджелеса» (1986—1992), роль в которой принесла ей премию «Золотой глобус» в 1988 году.

## Жизнь и карьера
Дей родилась в Пикине, штат Иллинойс, но выросла в Нью-Йорке. где окончила колледж. В семнадцатилетнем возрасте, не имея никакого актёрского опыта, Дей получила роль дочери героини Ширли Джонс в музыкальном ситкоме ABC «Семья Партриджей». В 1973 году роль принесла ей номинацию на премию «Золотой глобус». Шоу транслировалось до 1974 года. В 1977 году она сыграла главную роль в собственном ситкоме «Любит меня, не любит меня» на CBS, который был закрыт после шести эпизодов.
В 1977 году Дей решила отбросить свой образ героини из ситкомов, сыграв злобную мать, издевающуюся над собственной трёхлетней дочерью в телевизионном фильме «Мэри Джейн Харпер плакала прошлой ночью». Позже в том же году она сыграла главную роль в кинофильме Paramount Pictures «Первая любовь», где она появилась обнаженной. В следующем году она сыграла главную роль в телефильме NBC «Маленькие женщины». В 1981 году она снялась в кинофильме «Лукер».
В 1983 году Дей вернулась на телевидение с основной ролью протагониста в прайм-тайм мыльной опере CBS «Эмералд-Пойнт». Шоу было закрыто после одного сезона весной 1984 года. В 1986 году её карьера перешла на новый этап благодаря роли жесткого адвоката Грейс Ван Оуэн в отмеченном наградами сериале NBC «Закон Лос-Анджелеса». Роль принесла ей три номинации на премию «Эмми» за лучшую женскую роль в драматическом сериале и пять на «Золотой глобус» за лучшую женскую роль в телевизионном сериале — драма, с победой в 1988 году. Она покинула шоу в 1992 году, после шести сезонов. В 2002 году она снялась в телефильме-воссоединении, где также были задействованы почти все основные актёры шоу.
В 1992—1993 годах Дей исполняла главную роль в ситкоме CBS «Любовь и война». Она была уволена из шоу после одного сезона из-за конфликта с продюсерами и была заменена на Энни Поттс. С тех пор она продолжала сниматься в сделанных для телевидения фильмах, которые затем нашли успех на канале Lifetime. Её последнее появление на телевидении было в 2004 году, в сериале «Третья смена».
В 2000-х Дей радикально сменила сферу деятельности, став членом правления центра помощи жертвам изнасилований в медицинском центре имени Рональда Рейгана.

## Фильмография
- Угонщик самолётов (1972)
- Пленник: Долгая поездка 2 (1976)
- Первая любовь (1977)
- Лукер (1981)
- Эхо Парк (1986)
- Неприятности Дика (1987)
- Это адекватно (1989)
- Отмщенный (1998)
- Исчезновение (2002)
- Дождь (2003)